# Droga N975 (Holandia)
Droga prowincjonalna N975 (nid. Provinciale weg 975) – droga prowincjonalna w Holandii, w prowincji Groningen. Łączy drogę prowincjonalną N365 w Onstwedde z drogą prowincjonalną N366 w Mussenkanaal.
N975 to droga jednopasmowa o dopuszczalnej prędkości 80 km/h. Droga nosi kolejno nazwy Barkhoornweg, Vosseberg, Musselweg i Kruisstraat.